# Adolfo Levier
Adolfo Levier (Trieste, 3 gennaio 1873 – Trieste, 5 marzo 1953) è stato un pittore italiano.

## Biografia
Levier nacque a Trieste da Giacomo Levi, commerciante, e Caterina Pakitz. Fin dalla più giovane età il Levier mostrò attitudine e passione verso l'arte e in special modo per la pittura, avversato dal padre che lo orientò verso l'occupazione di impiegato commerciale, ricoperta da Levier fino alla morte del padre. Scomparso il padre, Levier divenne affittuario di Giovanni Zangrando nella sua casa nella zona Acquedotto di Trieste, e proprio l'artista suo locatore divenne suo maestro, dandogli lezioni di pittura. Nel 1898 Levier si trasferì a Monaco di Baviera, frequentando le lezioni di Karl Raupp e Heinrich Knirr e debuttando con un'esposizione presso il Glaspalast nel 1901, legandosi al movimento della cosiddetta Secessione di Monaco.
Nel 1903 il pittore si trasferì a Parigi, abitando dapprima nella zona di Montparnasse fino al 1909 (al 83 di boulevard du Montparnasse) e successivamente nel quartiere latino (20 rue Jacob) dal 1910. A Parigi conobbe Auguste Rodin e frequentando la galleria di Durant Rouent si avvicinò all'arte impressionista. Nel 1905 espose presso la Biennale di Venezia e frequentò le esposizioni di artisti della secessione viennese e di quella di Monaco. In questo periodo fece numerosi viaggi in varie città europee tra cui Francoforte sul Meno, Berlino, Amsterdam e Rotterdam, riservandosi di fare ritorno nella natìa Trieste per brevi soggiorni.
Con lo scoppio della prima guerra mondiale Levier si trasferì in Svizzera e risiedette a Zurigo. Nel 1919 (secondo alcune fonti il 1918) rientrò in Italia, a Milano, vivendoci fino al 1922. In quell'anno fece ritorno a Trieste e vi si stabilì definitivamente, con uno studio in via Torrebianca, 20. Nella città natale partecipò spesso alle mostre sindacali (e cioè messe in piedi dall'organizzazione sindacale degli artisti legata al partito fascista) e nel 1929 entrò a far parte del comitato del Museo Revoltella. Negli anni '20 partecipò ad alcune edizioni della Biennale di Venezia e nel 1928 espose presso la Mostra Internazionale di Barcellona, in Spagna. Negli anni '30 frequentò gli ambienti artistici di Udine e Gorizia (specialmente con Gino de Finetti). Del 1938 una personale a Milano presso la Galleria Gianferrari. Nel 1948 prese parte alla Rassegna nazionale delle arti figurative, e nel 1951 partecipò alla VI Quadriennale nazionale d'arte di Roma.
Levier morì verso le ore 12:30 del 5 marzo 1953 presso un caffè a causa di un attacco di angina pectoris. Al pittore è stata dedicata una via nella città di Trieste.

## Stile
Lo stile pittorico del primo Levier presentava similitudini con le opere del boemo Emil Orlik. Inizialmente formato su canali accademici e maggiormente rigidi presso l'Accademia delle belle arti di Monaco di Baviera, aderendo alla secessione di Monaco e in special modo con l'esperienza parigina, Levier approfondì lo studio delle opere degli impressionisti francesi e rimase influenzato dalle tele di Paul Gauguin, Paul Cézanne e dal movimento dei fauves. Distaccatosi dallo stile impressionista, il pittore triestino ebbe a definire il suo stile «espressionismo sintetico», con opere non dissimili da quelle del pittore Oskar Kokoschka. Tornato nella città natale negli anni '20, Levier portò l'influenza delle nuove correnti nel panorama artistico triestino.